# Слюза (Косьцерський повіт)
Слюза (пол. Śluza) — село в Польщі, у гміні Ліпуш Косьцерського повіту Поморського воєводства.
Населення — 32 особи (2011).
У 1975-1998 роках село належало до Гданського воєводства.

## Демографія
Демографічна структура станом на 31 березня 2011 року:
|          | Загалом | Допрацездатний вік | Працездатний вік | Постпрацездатний вік |
| -------- | ------- | ------------------ | ---------------- | -------------------- |
| Чоловіки | 18      | 4                  | 11               | 3                    |
| Жінки    | 14      | 1                  | 11               | 2                    |
| Разом    | 32      | 5                  | 22               | 5                    |